# Індонезійська рупія
Індонезійська рупія (індонез. rupiah; код: IDR, символ: Rp) — офіційна валюта Індонезії. В обігу перебувають монети номіналом 100, 200, 500 і 1000 рупій та банкноти 1 тис., 2 тис., 5 тис., 10 тис., 20 тис., 50 тис. і 100 тис. рупій. Центральний банк — Банк Індонезії.
Неформально місцеве населення також називає рупію «перак» («perak») — це слово перекладається з індонезійської як «срібло».

## Опис
Індонезійські банкноти виготовляються переважно з банкнотного паперу, проте існують кілька видів купюр, які мають полімерну основу. Одна індонезійська рупія поділяється на 100 сенів, однак монети останніх не використовуються.
Паперові гроші випускаються номіналом у 1000, 2000, 5000, 10 000, 20 000, 50 000 і 100 000 рупій. Серед них можна виділити купюру в 1000 рупій розміром 141×65 мм. В середині на лицьовому обороті розміщений портрет капітана Паттімури. На іншій стороні знаходиться зображення рибалки на гірському озері, оточеному вулканами. Купюра захищена водяним знаком у вигляді жіночого портрета, а також захисною ниткою, яка знаходиться з правого краю. Домінуючі кольори: бірюзовий, зелений та фіолетовий.
Уряд Індонезії спочатку планував заміну банкноти в 1000 рупій на 2000 купюру, з випуском 1000-рупієвої монети. Після тривалої затримки, ця пропозиція була відхилена. Проте, банкнота номіналом 2000 рупій була випущена Банком Індонезії 9 липня 2009 року, і перебуває в обігу як законний платіжний засіб, але без виведення з обігу банкноти в 1000 рупій.

## Історія

### Перша рупія (1945—1965)
Перша рупія була запроваджена у 1945. Протягом індонезійської війни за Незалежність (1945—1949), рупія була у обігу паралельно з нідерландським гульденом і рупією, випущеною Японським окупаційним урядом у 1944—1945 роках. До кінця 1949, рупія витіснила ці валюти.
Острови Ріау і індонезійська половина Нової Ґвінеї мали власні варіанти рупії, але вони були включені в національну рупію у 1964 і 1971 відповідно.

### Друга Рупія (з 1965)
Велика інфляція змусила Індонезію провести деномінацію національної валюти. 13 грудня 1965, була випущена нова рупія, яку міняли по курсу 1000 старих до однієї нової рупії.
У 1993 році в Індонезії вперше були випущені полімерні грошові білети — номіналом в 50 000 рупій з нагоди 25-річчя від початку економічного розвитку держави. На лицьовій стороні цих банкнот зображено Сухарто, на задньому плані — аеропорт «Сої-Карно-Хатта» у Джакарті, над яким злітає літак, що символізує розвиток Індонезії.
Азійська фінансова криза 1997—1998 різко обвалила курс рупії на 35 % і була головним фактором у поваленні уряду диктатора Сухарто. Курс рупії був у межах 2000-3000 за 1 долар США, але впав до 16800 рупій за долар до червня 1998.
Друга емісія полімерних купюр, тепер уже номіналом у 100 000 рупій, припав на 1999 рік. Це було пов'язано з рішенням Банку Індонезії випустити купюри, які мають більш високий ступінь захисту від підробок і які будуть менше зношуватися. Однак, випуск подібних банкнот викликав деякі труднощі при роботі з лічильними машинами, тому у 2004 році знову почали випускати паперові гроші.

## Банкноти
В даний час обіг індонезійських банкнот датується 2000 (1 000 рупій), 2001 (5 000 рупій), 2004 (20 000 і 100 000 рупій), 2005 (10 000 і 50 000 рупій), 2009 роком (новий номінал 2 000 рупій), 2010 роком (переглянута версія 10 000 рупій), 2011 роком (переглянуті версії 20 000, 50 000 і 100 000 рупій) і 2020 роком (пам'ятний номінал 75 000 рупій, випущений у 2020 році). Банкноти, випущені в 1998–1999 роках, перестали бути законним платіжним засобом з 31 грудня 2008 року і підлягали обміну до 30 грудня 2018 року в Bank Indonesia.  Граф

### Серія 2000 року
| Серія 2000 року                              | Серія 2000 року | Серія 2000 року | Серія 2000 року | Серія 2000 року    | Серія 2000 року                     | Серія 2000 року                                  | Серія 2000 року     |
| Зображення                                   | Зображення      | Номінал (рупій) | Розміри (мм)    | Основні кольори    | Опис                                | Опис                                             | Роки випуску        |
| Аверс                                        | Реверс          | Номінал (рупій) | Розміри (мм)    | Основні кольори    | Аверс                               | Реверс                                           | Роки випуску        |
| -------------------------------------------- | --------------- | --------------- | --------------- | ------------------ | ----------------------------------- | ------------------------------------------------ | ------------------- |
|                                              |                 | 1000            | 141×65          | бірюзовий          | портрет капітана Паттімури          | вулкан на острові Тідоре, човен з рибалкою       | 2000—2009 2011—2013 |
|                                              |                 | 2000            | 141×65          | коричневий сірий   | портрет принца Антасарі             | даяки, що танцюють                               | з 2009              |
|                                              |                 | 5000            | 143×65          | коричневий зелений | портрет Туанку Імама Банджоля       | ткачиха в національному вбранні                  | з 2000              |
|                                              |                 | 10 000          | 145×65          | фіолетовий рожевий | портрет султана Бадаруддіна II      | традиційний будинок у Палембанзі                 | 2000—2009 2010—2015 |
|                                              |                 | 20 000          | 147×65          | зелений            | портрет Ото Іскандара ді Ната       | Збирання чаю на плантації                        | с 2004              |
|                                              |                 | 50 000          | 149×65          | синвй              | портрет І Густи Нгурах Райа         | озеро Бератан на острові Балі                    | з 2005              |
|                                              |                 | 100 000         | 151×65          | Червоний           | портрети Сукарно та Мохаммада Хатти | Будівля Ради народних представників (парламенту) | з 2004              |
| Масштаб зображень — 1,0 пікселя на міліметр. |                 |                 |                 |                    |                                     |                                                  |                     |

### Серія 2016 року
Після видання Указу Президента No 31 від 5 вересня 2016 року BI представила сім нових дизайнів банкнот із зображенням національних героїв
| Серія 2016 року                              | Серія 2016 року | Серія 2016 року | Серія 2016 року | Серія 2016 року         | Серія 2016 року                    | Серія 2016 року                                           | Серія 2016 року |
| Зображення                                   | Зображення      | Номінал (рупій) | Розміри (мм)    | Основні кольори         | Опис                               | Опис                                                      | Роки випуску    |
| Аверс                                        | Реверс          | Номінал (рупій) | Розміри (мм)    | Основні кольори         | Аверс                              | Реверс                                                    | Роки випуску    |
| -------------------------------------------- | --------------- | --------------- | --------------- | ----------------------- | ---------------------------------- | --------------------------------------------------------- | --------------- |
|                                              |                 | 1000            | 141×65          | жовтий сірий            | Чут Няк Меутія                     | Танцюрист Тіфа та фортеця Банданейра                      | з 2016          |
|                                              |                 | 2000            | 141×65          | сірий                   | Мохаммад Хусні Тамрін              | Танцюрист Tari Piring та каньйон Сіанок                   | з 2016          |
|                                              |                 | 5000            | 143×65          | помаранчевий коричневий | портрет Ідхама Халіда              | Танок Gambyong та зображення вулкана Бромо                | з 2016          |
|                                              |                 | 10 000          | 145×65          | фіолетовий сірий        | портрет Франса Кайсіепо            | Танок Pakarena та зображення національного парку Вакатобі | 2016 2017       |
|                                              |                 | 20 000          | 147×65          | зелений сірий           | портрет Сема Ратулангі             | Танок Gong та зображення острову Дераван                  | 2016 2017       |
|                                              |                 | 50 000          | 149×65          | блакитний синій         | портрет Джуанди Картавіджая        | Танцюрист Legong та зображення Національного парку Комодо | 2016 2017       |
|                                              |                 | 100 000         | 151×65          | рожевий червоний        | портрет Сукарно та Мохаммада Хатти | Танцюрист Tari Topeng Betawi та острови Раджа-Ампат       | з 2016          |
| Масштаб зображень — 1,0 пікселя на міліметр. |                 |                 |                 |                         |                                    |                                                           |                 |

### Серія 2022 року
Банк Індонезії представив нове сімейство банкнот 18 серпня 2022 року. Офіційно вони були видані заднім числом як законний платіжний засіб 17 серпня 2022 року на честь 77-го Дня незалежності Індонезії. Подібно до серіалу 2016 року, індонезійські танці та національні герої все ще присутні на нотах, з деякими помітними змінами
| Аверс | Реверс | Номінал (рупій) | Розміри (мм) | Основні кольори         | Аверс                              | Реверс                                                    | Рік впровадження |
| ----- | ------ | --------------- | ------------ | ----------------------- | ---------------------------------- | --------------------------------------------------------- | ---------------- |
|       |        | 1000            | 121 × 65 mm  | жовтий сірий            | Чут Няк Меутія                     | Танцюрист Тіфа та фортеця Банданейра                      | 2022             |
|       |        | 2000            | 126 × 65 mm  | сірий                   | Мохаммад Хусні Тамрін              | Танцюрист Tari Piring та каньйон Сіанок                   | 2022             |
|       |        | 5000            | 131 × 65 mm  | помаранчевий коричневий | портрет Ідхама Халіда              | Танок Gambyong та зображення вулкана Бромо                | 2022             |
|       |        | 10000           | 136 × 65 mm  | фіолетовий сірий        | портрет Франса Кайсіепо            | Танок Pakarena та зображення національного парку Вакатобі | 2022             |
|       |        | 20000           | 141 × 65 mm  | зелений сірий           | портрет Сема Ратулангі             | Танок Gong та зображення острову Дераван                  | 2022             |
|       |        | 50000           | 146 × 65 mm  | блакитний синій         | портрет Джуанди Картавіджая        | Танцюрист Legong та зображення Національного парку Комодо | 2022             |
|       |        | 100000          | 151 × 65 mm  | рожевий червоний        | портрет Сукарно та Мохаммада Хатти | Танцюрист Tari Topeng Betawi та острови Раджа-Ампат       | 2022             |

## Валютний курс

Графік валютного курсу відносно євро (к-сть рупій за одне євро)